# USS Vella Gulf (CVE-111)
«Велья-Галф» (англ. USS Vella Gulf (CVE-111)) — ескортний авіаносець США часів Другої світової війни типу «Комменсмент Бей».

## Історія створення
Авіаносець «Велья-Галф» був закладений 7 березня 1944 року на верфі «Todd Pacific Shipyards» у Такомі під назвою «Totem Bay», але 26 квітня перейменований на «Велья-Галф», на честь бою в затоці Велья 6-7 серпня 1943 року. Спущений на воду 19 жовтня 1944 року, вступив у стрій 9 квітня 1945 року.

## Історія служби
Після вступу у стрій та тренувального плавання авіаносець вирушив на Далекий Схід, де завдавав ударів по острову Рота (24-26.07.1945). У серпні 1945 року діяв у Східнокитайському морі. За участь у бойових діях авіаносець був нагороджений однією Бойовою зіркою.
9 серпня 1946 року авіаносець був виведений у резерв. 12 червня 1955 року перекласифікований в ескортний вертольотоносець CVHE-111, 7 травня 1959 року перекласифікований в авіатранспорт AKV-11.
1 червня 1960 року корабель був виключений зі списків флоту, але незабаром знову включений і виведений у резерв. 1 грудня 1970 року корабель повторно виключений зі списків флоту і наступного року проданий на злам.